# میلرم
میلرم (انگلیسی: Milrem Robotics) شرکت خودروسازی استونیایی است، که در سال ۲۰۱۳ تأسیس شد.